# Список умерших в 1020 году
В этой статье представлен список известных людей, умерших в 1020 году.
См. также: Категория:Умершие в 1020 году

## Апрель
- 23 апреля — Мелус из Бари — лангобардский аристократ, борец за освобождение апулийских лангобардов от византийского ига.

## Июнь

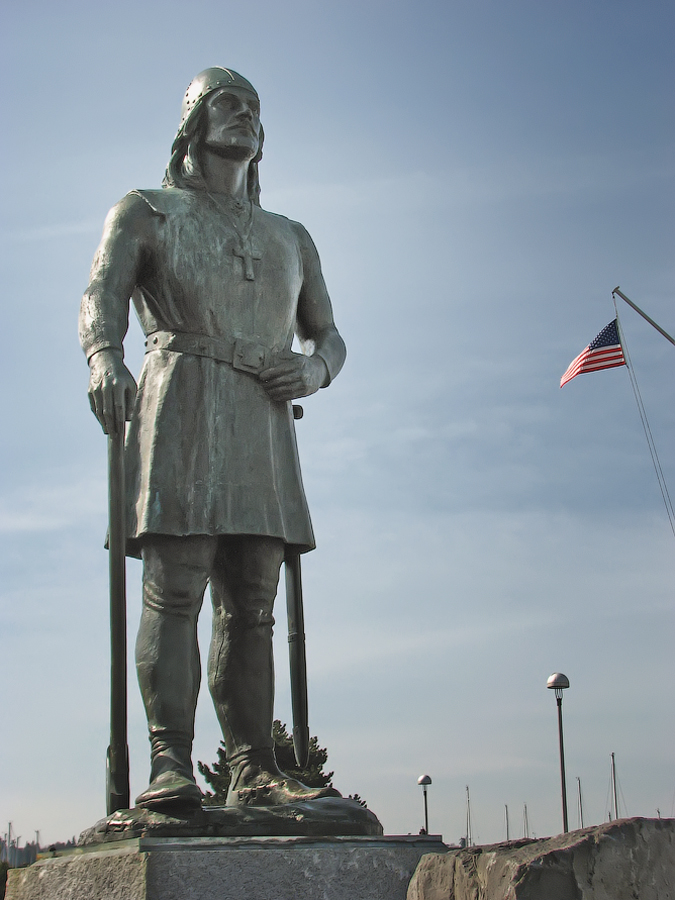
Лейф Эрикссон

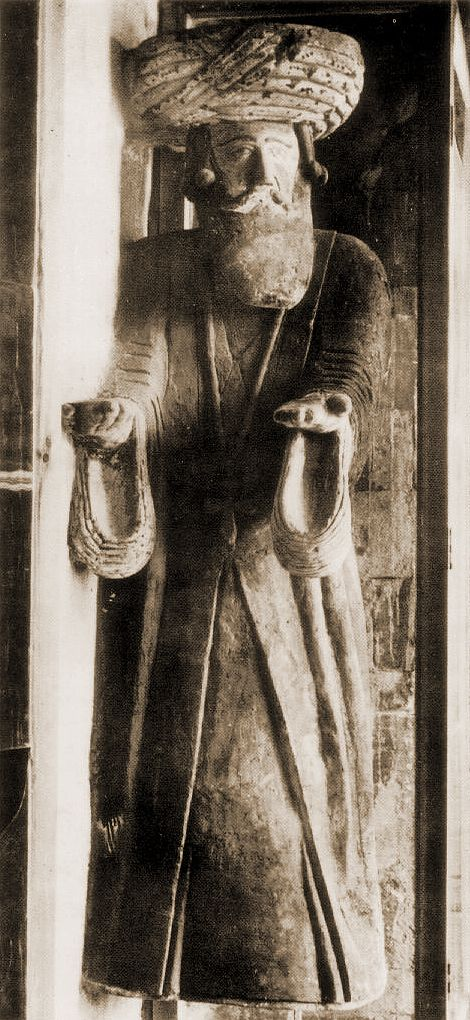
Гагик I

- 12 июня — Ливинг — архиепископ Кентерберийский (1013—1020)

## Август
- 29 августа — Додико[нем.] — граф Нетегау

## Сентябрь
- 26 сентября — Бернардо I — граф Бесалу (988—1020).

## Дата неизвестна или требует уточнения
- Абхинавагупта — индийский философ и писатель
- Альдеарда д’Оне — третий ребёнок и единственная дочь виконта Каделона II д’Оне (915/20-987) от 1-й жены Сенегунды де Марсильяк.
- Ахмад аль-Муайяд — имам зейдистского Йемена (1013—1020)
- Эйнар Сигурдссон Криворотый — граф Оркни (1014—1020)
- Гагик I — царь Армении (989—1020)
- Гоислав — король Хорватии (1000—1020)
- Жеро I Транкалеон — граф д’Арманьяк (995—1020)
- Лейф Эрикссон — скандинавский мореплаватель и правитель Гренландии, возможный первооткрыватель Америки (умер около 1020 года)
- Мануил Эротик Комнин — византийский военачальник и фаворит Василия II; первый член династии Комнинов, принадлежность которого к семье подтверждена документально.
- Трдат Архитектор — армянский архитектор
- Фань Куань — китайский художник-пейзажист
- Фирдоуси — персидский поэт, автор эпической поэмы «Шахнаме»
- Гуго[нем.] — епископ Женевы (993—1020)
- Эльфрик Грамматик — англосаксонский монах-бенедиктинец, учёный-агиограф
- Этьен I — граф Труа, Мо, Омуа и Витри с 995.